# Perditorulus flexilis
Perditorulus flexilis är en stekelart som beskrevs av Christer Hansson 1996. Perditorulus flexilis ingår i släktet Perditorulus och familjen finglanssteklar. Inga underarter finns listade i Catalogue of Life.